# Per Fahlman
Per Fahlman, född 1984 på Alnön, är en svensk före detta fotbollsmålvakt. Fahlman spelade flera ungdomslandskamper för Sverige och spelade som ungdomsproffs i Coventry City FC. Efter återkomst till Sverige representerade Fahlman IFK Sundsvall. 2007 testades Fahlman hos allsvenska klubbarna Trelleborg FF och nämndes som målvakt i GIF Sundsvall, men till slut blev det Assyriska IF efter att ha varit i Kubikenborgs IF, då i division 2. Fahlman har även representerat IK Brage. Efter karriären har han spelat för division 7-laget Preben Bois och Gamla Karlbergare i division 6. Sedan 2018 är Fahlman målaktstränare i Karlbergs BK.

## Klubbar
- Alnö IF (moderklubb)
- Coventry City FC (2001–2002) (ungdom)
- IFK Sundsvall (2003–2004, 2006)
- IK Brage (2005)
- Assyriska IF (2007)
- Valsta Syrianska IK (2008–2010)
- Preben BOIS (2011–)
- Gamla Karlbergare (2016–)